# Koinfekcja
Koinfekcja – sytuacja, kiedy dochodzi do jednoczasowego zakażenia dwoma lub więcej czynnikami chorobotwórczymi. Zwykle wiąże się z cięższym przebiegiem współistniejących chorób. O koinfekcji mówimy np. w przypadku jednoczasowego zakażenia wirusami B i D zapalenia wątroby. Różnicą  między koinfekcją a superinfekcją jest to, iż w przypadku tej pierwszej organizm jest atakowany naraz przez dwa patogeny wywołujące chorobę w nieznacznych odstępach czasu.
Polskim odpowiednikiem koinfekcji jest słowo współzakażenie.

Przeczytaj ostrzeżenie dotyczące informacji medycznych i pokrewnych zamieszczonych w Wikipedii.